# Tobacco Control
Tobacco Control est une revue scientifique internationale à comité de lecture. Elle publie des études sur le tabagisme, ses conséquences sur la santé, l'économie, l'environnement et la société, ainsi que sur les mesures et les politiques de prévention.
La revue a été créée en 1992 et est publiée par le groupe BMJ (éditeur de la revue The BMJ).
Les rédacteurs en chef ont été Ronald Davis (Michigan Department of Community Health, 1992-1998), Simon Chapman (université de Sydney, 1998-2008), Ruth Malone (université de Californie à San Francisco, 2009-2023) et Marita Hefler (université Charles-Darwin, depuis 2023).